# Diocesi di Santa Rosa in California
La diocesi di Santa Rosa in California (in latino: Dioecesis Sanctae Rosae in California) è una sede della Chiesa cattolica negli Stati Uniti d'America suffraganea dell'arcidiocesi di San Francisco. Nel 2022 contava 172.194 battezzati su 873.826 abitanti. È retta dal vescovo Robert Francis Vasa.

## Territorio
La diocesi comprende le contee di Del Norte, Humboldt, Lake, Mendocino, Napa e Sonoma nella California settentrionale.
Sede vescovile è la città di Santa Rosa, dove si trova la cattedrale di Sant'Eugenio (Saint Eugene's).
Il territorio si estende su 30.320 km² ed è suddiviso in 40 parrocchie.

## Storia
La diocesi è stata eretta il 13 gennaio 1962 con la bolla Ineunte vere di papa Giovanni XXIII, ricavandone il territorio dall'arcidiocesi di San Francisco e dalla diocesi di Sacramento.
Il 25 giugno 1963, con la lettera apostolica Memoratu digna, papa Paolo VI ha proclamato santa Rosa da Lima patrona principale della diocesi.

## Cronotassi dei vescovi
Si omettono i periodi di sede vacante non superiori ai 2 anni o non storicamente accertati.
- Leo Thomas Maher † (27 gennaio 1962 - 22 agosto 1969 nominato vescovo di San Diego)
- Mark Joseph Hurley † (19 novembre 1969 - 15 aprile 1986 dimesso)
- John Thomas Steinbock † (27 gennaio 1987 - 15 ottobre 1991 nominato vescovo di Fresno)
- George Patrick Ziemann † (14 luglio 1992 - 22 luglio 1999 dimesso)
- Daniel Francis Walsh (11 aprile 2000 - 30 giugno 2011 dimesso)
- Robert Francis Vasa, succeduto il 30 giugno 2011

## Statistiche
La diocesi nel 2022 su una popolazione di 873.826 persone contava 172.194 battezzati, corrispondenti al 19,7% del totale.
| anno | popolazione | popolazione | popolazione | presbiteri | presbiteri | presbiteri | presbiteri                | diaconi | religiosi | religiosi | parrocchie |
| anno | battezzati  | totale      | %           | numero     | secolari   | regolari   | battezzati per presbitero | diaconi | uomini    | donne     | parrocchie |
| ---- | ----------- | ----------- | ----------- | ---------- | ---------- | ---------- | ------------------------- | ------- | --------- | --------- | ---------- |
| 1966 | 78.200      | 427.408     | 18,3        | 105        | 61         | 44         | 744                       |         | 44        | 252       | 32         |
| 1970 | 65.340      | 463.400     | 14,1        | 106        | 82         | 24         | 616                       | 5       | 49        | 204       | 46         |
| 1976 | 75.607      | 532.350     | 14,2        | 115        | 82         | 33         | 657                       | 2       | 84        | 158       | 37         |
| 1980 | 88.660      | 558.102     | 15,9        | 104        | 81         | 23         | 852                       | 2       | 61        | 127       | 38         |
| 1990 | 107.064     | 729.620     | 14,7        | 99         | 85         | 14         | 1.081                     | 9       | 57        | 110       | 41         |
| 1999 | 141.792     | 745.138     | 19,0        | 105        | 85         | 20         | 1.350                     | 18      | 39        | 91        | 43         |
| 2000 | 143.535     | 747.881     | 19,2        | 113        | 96         | 17         | 1.270                     | 18      | 57        | 82        | 43         |
| 2001 | 146.024     | 751.312     | 19,4        | 100        | 83         | 17         | 1.460                     | 38      | 54        | 79        | 41         |
| 2002 | 148.605     | 753.893     | 19,7        | 106        | 90         | 16         | 1.401                     | 35      | 51        | 69        | 42         |
| 2003 | 151.218     | 753.893     | 20,1        | 98         | 87         | 11         | 1.543                     | 34      | 49        | 63        | 41         |
| 2004 | 154.060     | 753.893     | 20,4        | 95         | 85         | 10         | 1.621                     | 30      | 38        | 49        | 42         |
| 2010 | 169.567     | 909.361     | 18,6        | 79         | 70         | 9          | 2.146                     | 27      | 35        | 42        | 42         |
| 2014 | 175.443     | 945.402     | 18,6        | 97         | 86         | 11         | 1.808                     | 39      | 37        | 31        | 41         |
| 2017 | 184.623     | 969.820     | 19,0        | 83         | 75         | 8          | 2.224                     | 56      | 35        | 28        | 41         |
| 2020 | 196.181     | 980.906     | 20,0        | 77         | 67         | 10         | 2.547                     | 51      | 37        | 27        | 40         |
| 2022 | 172.194     | 873.826     | 19,7        | 73         | 62         | 11         | 2.358                     | 48      | 39        | 45        | 40         |